# 聖卡洛斯 (南下加利福尼亞州)
聖卡洛斯（西班牙語：Puerto San Carlos），是一個面向太平洋的漁業社區，位於墨西哥南下加利福尼亞州馬格達萊納灣。聖卡洛斯地處科蒙都。根據墨西哥官方於2010年所作之人口普查的數據顯示，其居住人口為5,538人。